# Марфонтен
Марфонте́н (фр. Marfontaine) — коммуна во Франции, находится в регионе Пикардия. Департамент коммуны — Эна. Входит в состав кантона Марль. Округ коммуны — Вервен.
Код INSEE коммуны — 02463.

## Население
Население коммуны на 2010 год составляло 84 человека.
| 1962 | 1968 | 1975 | 1982 | 1990 | 1999 | 2010 |
| ---- | ---- | ---- | ---- | ---- | ---- | ---- |
| 151  | 144  | 127  | 76   | 87   | 88   | 84   |

## Экономика
В 2010 году среди 52 человек трудоспособного возраста (15—64 лет) 33 были экономически активными, 19 — неактивными (показатель активности — 63,5 %, в 1999 году было 48,1 %). Из 33 активных жителей работали 27 человек (19 мужчин и 8 женщин), безработных было 6 (2 мужчин и 4 женщины). Среди 19 неактивных 2 человека были учениками или студентами, 7 — пенсионерами, 10 были неактивными по другим причинам.